# Kutaisi Lions
I Kutaisi Lions sono la squadra di football americano di Kutaisi, in Georgia.

## Dettaglio stagioni

### Campionato
| Stagione | regular season | regular season | regular season | regular season | regular season | regular season | playoff | playoff | playoff | playoff | playoff | playoff   | playoff    |
|          | Vin            | Par            | Per            | Tot            | PF             | PS             | Vin     | Per     | Tot     | PF      | PS      | risultato | avversaria |
| -------- | -------------- | -------------- | -------------- | -------------- | -------------- | -------------- | ------- | ------- | ------- | ------- | ------- | --------- | ---------- |
| 2017     | 3              | 1              | 2              | 6              | 82             | 91             | -       | -       | -       | -       | -       | -         | -          |
| Totale   | 3              | 1              | 2              | 6              | 82             | 91             | -       | -       | -       | -       | -       |           |            |

Fonti: Enciclopedia del Football - A cura di Roberto Mezzetti